# McIntosh Laboratory
McIntosh Laboratory ist ein US-amerikanischer Hersteller von Audio- und Heimkinogeräten. Das Unternehmen positioniert sich im High-End und Luxusbereich der Audiobranche. Die Gerätepalette umfasst Verstärkerkomponenten, Tuner, CD-Spieler, Plattenspieler, Mehrkanalkomponenten, Equalizer, Oszilloskope, Laserdisc-Spieler und Lautsprecher. Ebenso wurden eine kurze Zeit Schallplatten produziert. In Europa ist das Unternehmen besonders für Verstärker und Tuner bekannt. Die Lautsprecher-Serien wurden hier zum großen Teil nicht angeboten.
Im Gegensatz zu Unternehmen wie Marantz, Fisher und Harman/Kardon konnte McIntosh die Unabhängigkeit gegenüber den japanischen Herstellern auch noch nach 1990 behaupten. In den Jahren 1990 bis 2003 war das Unternehmen im Eigentum von Clarion, welches im Mai 2003 an die D&M Holdings Inc., einer ebenfalls japanischen Dachgesellschaft, verkauft wurde. 2008 wurde D&M Holdings von Bain Capital, einer US-amerikanischen Gesellschaft, übernommen.
2012 wurde McIntosh Laboratory von der Fine Sounds Group aus Italien übernommen.
Noch heute wird ausschließlich in Amerika produziert. Die einzigen Zugeständnisse, die gegenüber den damaligen asiatischen Besitzern gemacht werden mussten, waren eine preisgünstige Vor- und Endstufenkombination, sowie eine Car-Audio-Linie.

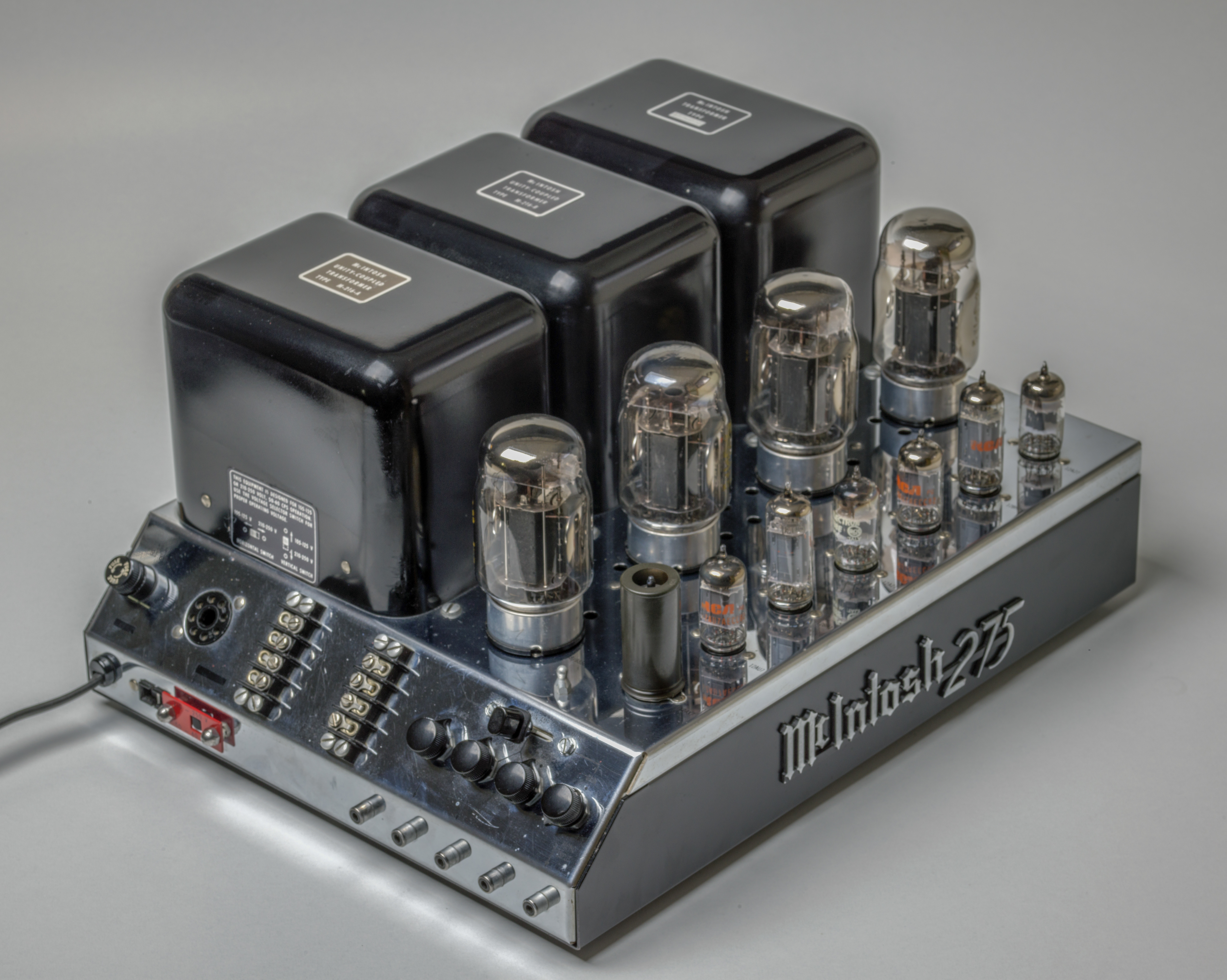
McIntosh MC275

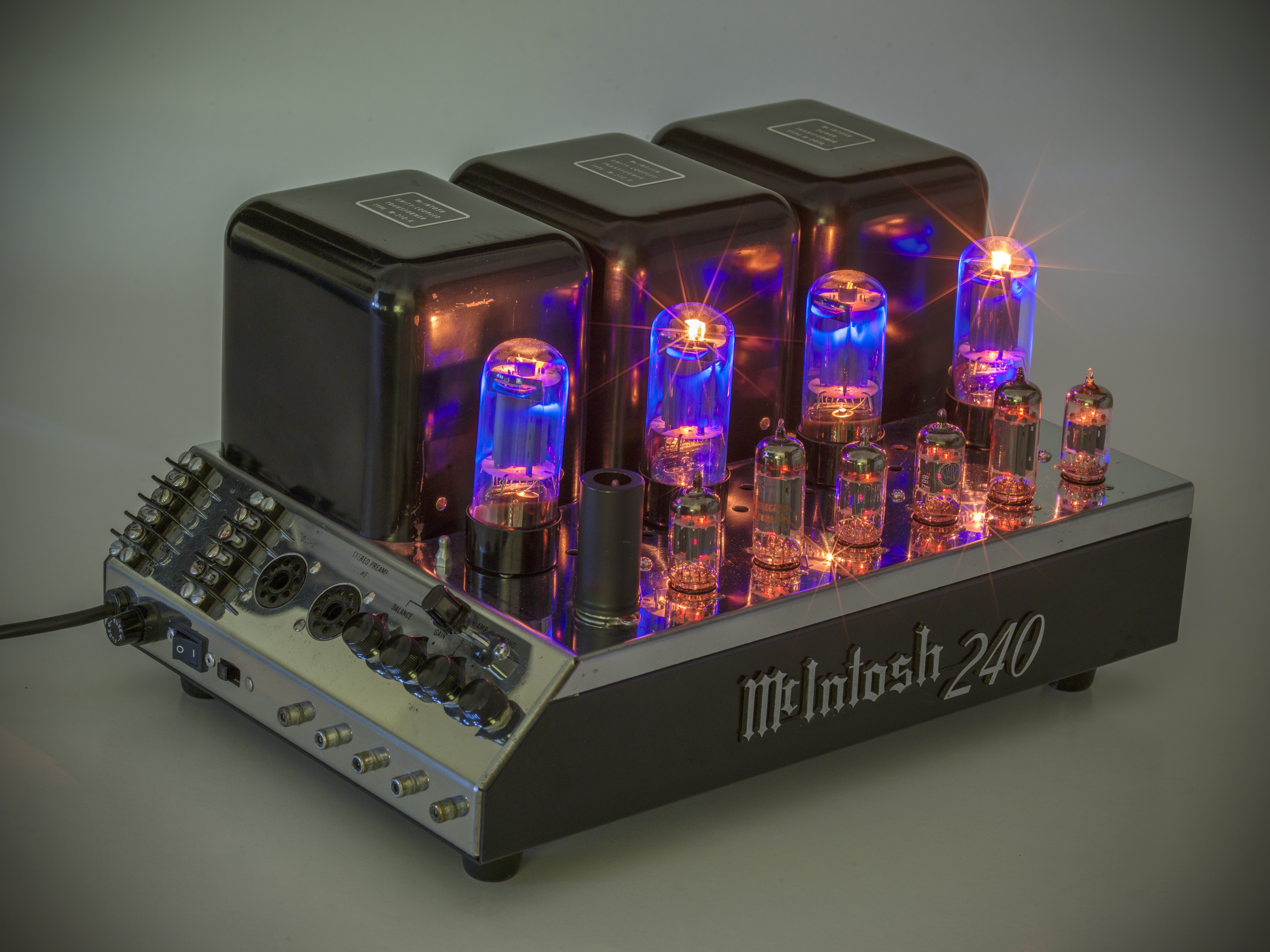
McIntosh MC240

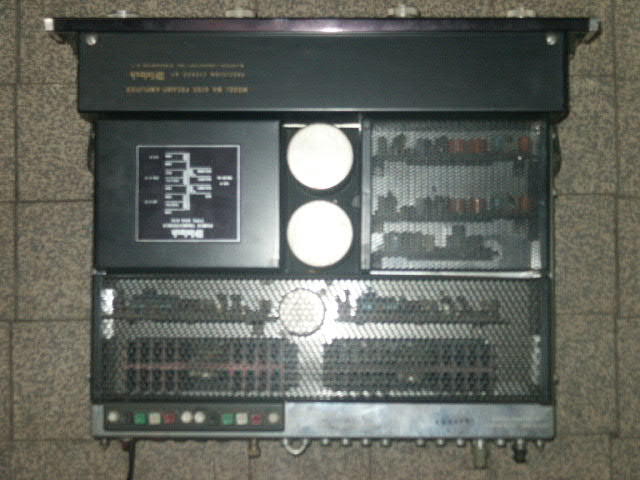
MA6100, Detailansicht

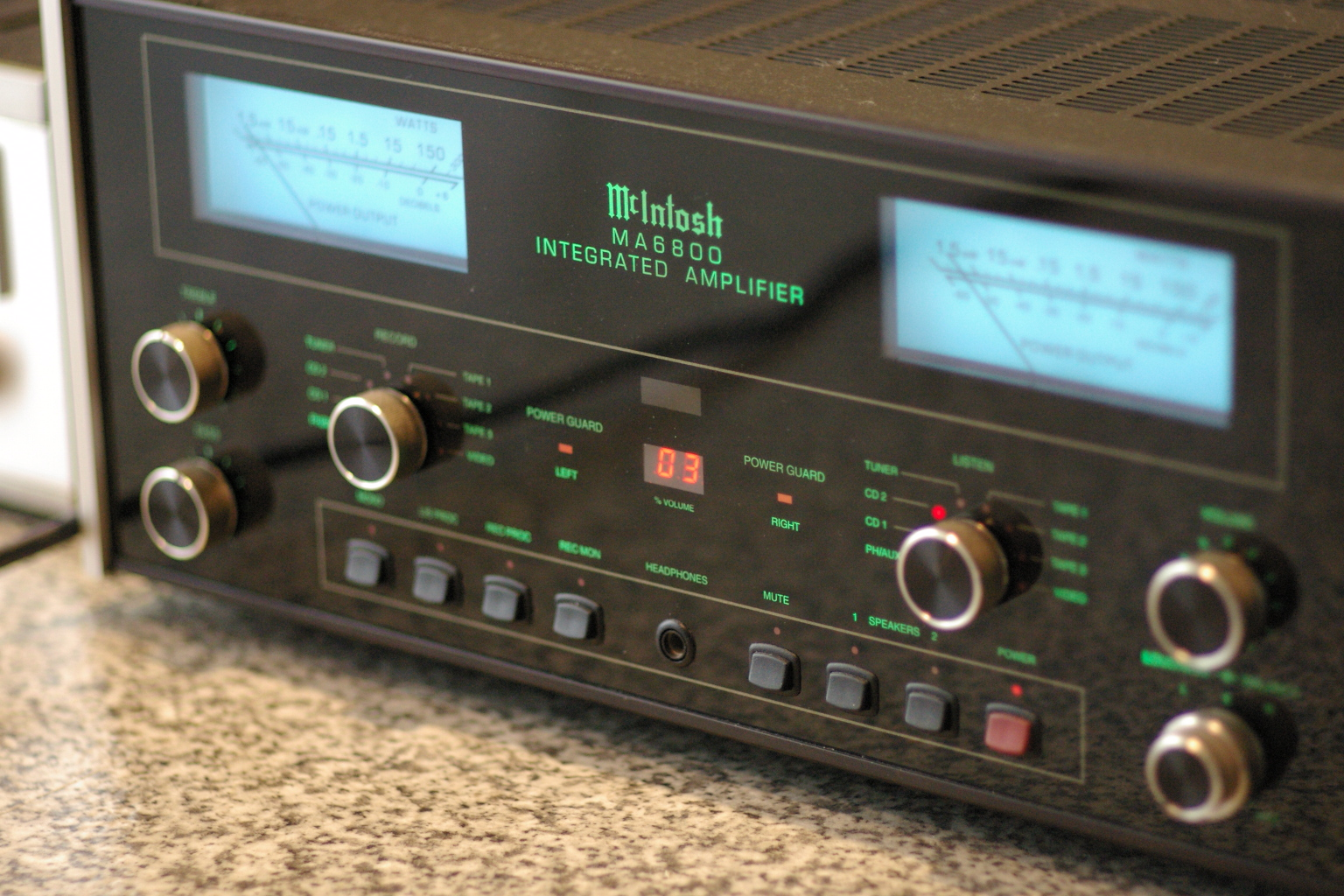
McIntosh MA6800

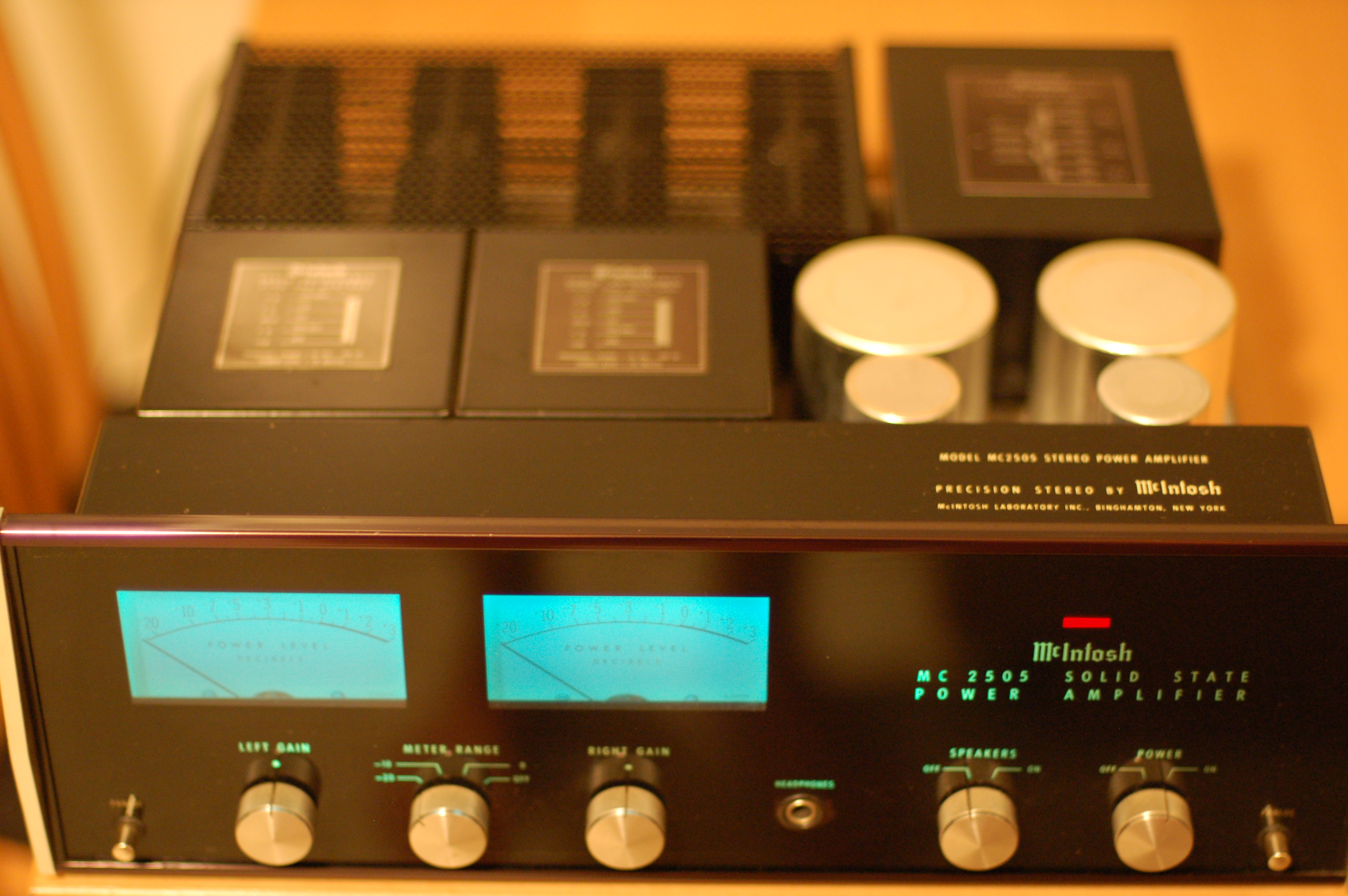
McIntosh MC2505

## Geschichte

### Die ersten Jahre
1947 gründete Frank McIntosh das Unternehmen McIntosh Scientific Laboratory mit Sitz in Washington, D.C. 1949 zog das Unternehmen nach Silver Spring, Maryland um, und der Entwickler Gordon Gow trat in das junge Unternehmen ein. 1950 konnten das erste Mal McIntosh Komponenten per Versandhandel bestellt werden, diese wurden in großen Elektronikversand-Katalogen angepriesen. Schon 1951 kam der nächste Umzug nach Binghamton (New York).
1954 wurde McIntosh auch im Bereich der Aufnahmetechnik tätig und nahm diverse Schallplatten auf, die sie dann auf den Markt brachten. Dabei handelt es sich meist um Musik aus den Bereichen Klassik und Folk, unter anderem eine Aufnahme von Debussys „Sonata“, die vom Geiger Paul Olefsky interpretiert wurde. Dieses Unterfangen scheint jedoch bald wieder eingestellt worden zu sein.
1957 zog das Unternehmen in neue Räume an der Chambers Street, wo es bis heute seinen Unternehmenssitz hat. Im Gegensatz zu einem großen Teil der Konkurrenz, die ihre Geräte auch als Bausatz (Kit) vertrieb, bot McIntosh auch über den Versandhandel nur aufgebaute Komponenten an. Lediglich die Mc30 Mono-Endstufe wurde von 1960 bis 1961 auch als Bausatz verkauft.

### Die ersten Stereo-Komponenten
Wie in diesen Jahren üblich rüstete McIntosh ihre Geräte zunächst mit zusätzlichen Stereo-Adaptern aus. Somit wurde zum beliebten C8 Vorverstärker eine zweite Einheit mit dem Namen C8S auf den Markt gebracht. Diese Kombination wurde von 1958 bis 1960 verkauft, bis sie 1959 durch den C20 als die erste „wirkliche“ Stereo-Vorstufe abgelöst, respektive ergänzt wurde. Das Prinzip der C8S erklärt sich somit, dass es sich dabei um eine reine C8 handelte, die einfach mit zusätzlichen Funktionen für eine Balance- und Zweikanal-Lautstärkeregelung versehen war.
Die C8, die ab 1955 verkauft wurde, war – wie zu dieser Zeit die meisten Geräte von McIntosh – nicht beim Patentamt gemeldet. So wurde die Schaltung kurz nach dem Erscheinen von einem konkurrierenden Unternehmen kopiert. In diesen Jahren war die Kombination C8 / C8S, mit zwei Mc30 Monoblocks, die meistverkaufte Audioanlage von McIntosh. Der Preis dieser Kombination bewegte sich um 500 US$, was eine beachtliche Investition darstellte. 1960 wurde die Mc240 als erste Stereoendstufe lanciert, 1961 folgte mit der C11 die erste „richtige“ Stereovorstufe. Trotzdem wurden die Monoblocks, je nach Modell, bis 1969 weiter hergestellt. Aus Kostengründen ergänzten viele Audioliebhaber ihre bestehende Kombination mit einem zweiten Monoblock, statt auf eine Stereo-Endstufe umzusteigen.

### Der Transistor

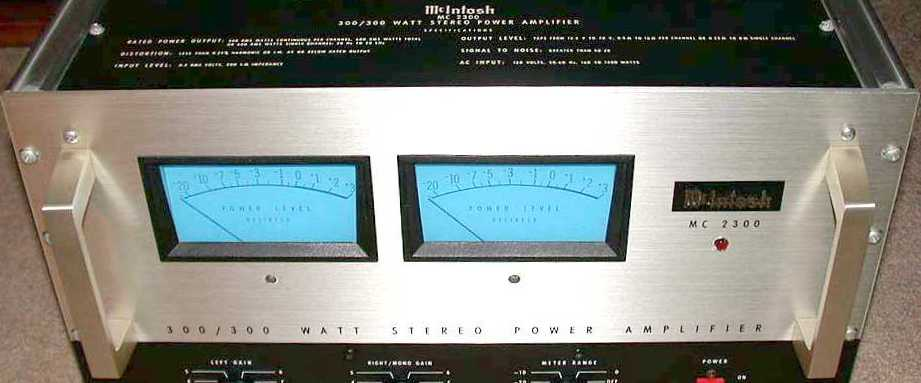
Transistor-Endstufe MC-2300 mit 2 × 300 Watt (4 Ohm)

1962 erschien mit dem MX110-Preceiver das erste teiltransistorisierte Gerät, 1964 mit der C24 die erste vollkommen transistorisierte Vorstufe. Endverstärker in Transistortechnik kamen jedoch erst 1966 auf den Markt. Ab diesem Zeitpunkt baute McIntosh konsequent transistorisierte Geräte, erst 1995 wurde mit der limitierten Auflage der Kombination C22/II und Mc275 wieder Komponenten in Röhrentechnik produziert. Zum 50-jährigen Bestehen des Unternehmens erschien 1999 die Mc2000 in Hybrid-Technik mit 2 mal 130 Watt.

## Endverstärker
Viele Endverstärker wurden in verschiedenen Versionen produziert, die speziell für Laborzwecke, Kinobeschallung, Übertragungsanlagen usw. ausgerichtet waren. So sind diverse Geräte mit üblichen Gehäusen versehen oder in kleinen Serien als Rackeinschub konzipiert.

## Tuner (Auswahl)
- 1957–1959: MR55, Röhrengerät, mono. Erster Tuner des Unternehmens.
- 1962–1964: MR65B, Röhrengerät, stereo. Erster „echter“ Stereo-Tuner.
- 1963–1969: MR71, Röhrengerät, stereo. Der letzte Röhrentuner.
- 1969–1971: MR73, der erste Transistortuner von McIntosh.
- 1972–1979: MR78, Transistorgerät, stereo.
- 1980–1985: MR75, Transistorgerät, stereo.
- 1986–1990: MR510, Transistorgerät, stereo.
- 1990–1995: MR7083, Transistorgerät, stereo.

## Sonstige (Auswahl)
- 1959–1963: C20, Vorverstärker, Röhrengerät, stereo.
- 1963–1966: MA230, Vollverstärker, Hybridgerät, stereo.
- 1964–1967: MI3, Maximum Performance Indicator (Oszilloskop).
- 1960–1969: MC240, Leistungsverstärker, Röhrengerät, stereo.
- 1962–1969: MX110, Preceiver, Hybridgerät, stereo.
- 1967–1973: MAC1700, Receiver, Hybridgerät, stereo.
- 1970–1978: MQ101, Equalizer, Transistorgerät, stereo.
- 1995: MCD7009, CD-Spieler.

## Besonderheiten
Die Komponenten von McIntosh sind deutlich als amerikanische Geräte erkennbar, das Design verfolgt seit etwa 1960 eine einheitliche Linie, die nur langsam Erneuerungen erfuhr. Im Unterschied zu den britischen High-End-Herstellern, die oft minimalistisch ausgestattet waren bzw. sind, haben die Geräte von McIntosh eine umfangreiche Ausstattung. Dies schwächte in den 1980er und 1990er Jahren McIntoshs Marktposition, weil viele Kunden schlichte Geräte bevorzugten.
McIntosh konnte sich jedoch – in Bezug auf erstklassige Fertigungsqualität und seinen legendären Ruf im Bereich der Röhrentechnik – sein Segment sichern. 1995 wurden die C22-Vorstufe und die Mc275-Endstufe in einer limitierten Serie neu aufgelegt, jedoch handelt es sich dabei nicht um identische Nachbauten der Komponenten aus den 1960er Jahren. Da McIntosh primär den amerikanischen und asiatischen Markt beliefert, verfügen die Geräte oft über Ausstattungsmerkmale, die europäische Kunden mit Skepsis betrachten oder nicht brauchen.
Zu (beinahe) sämtlichen Geräten waren optional Holzgehäuse erhältlich, diese sind mit der Typenbezeichnung „L“ ausgewiesen. Im Regelfall waren es Gehäuse aus Nussbaumholz, selten andere Hölzer. Der Preis dieses Zubehörs bewegte sich von 25 US$ um 1958 bis zu 200 US$ um 1995. Der hohe Preis – ein MR71-Tuner kostete 399 US$, das Gehäuse dazu noch einmal 99 US$ – hielt damals viele Kunden davon ab, dieses Zubehör zu erwerben.